# Горбач, Андрей Игоревич
Андрей Игоревич Горбач (бел. Андрэй Ігаравіч Горбач; род. 20 мая 1985, Мосты, Гродненская область) — белорусский футболист, защитник.

## Клубная карьера
Начинал карьеру в мостовском «Немане», где выступал на позиции нападающего. Потом играл за дубль БАТЭ. С 2005 выступал за гродненский «Неман», где постепенно стал игроком основы. Тогда же переквалифицировался в защитника. В начале 2012 перешёл в могилёвский «Днепр». Помог клубу выиграть Первую лигу, а в сезоне 2013 выступал в основном составе в Высшей лиге. В январе 2014 подписал контракт со «Слуцком». В Слуцком клубе преимущественно выходил на замену. В июне и в период с сентября по ноябрь 2014 года появлялся в стартовом составе на позиции центрального защитника. В декабре 2014 года контракт со «Слуцком» был разорван.
В феврале 2015 года стал игроком гродненского «Немана». Играя за клуб, иногда использовался в качестве нападающего. В январе 2016 года продлил контракт с гродненцами, а в феврале 2017 года подписал новое соглашение на один год. В сезоне 2017 стал реже появляться на поле, зачастую выходя на замену в конце матча. Только в конце сезона стал привлекаться в стартовый состав. В ноябре 2017 года продлил контракт с «Неманом».
Сезон 2018 начинал на скамейке запасных, позднее играл за дублирующий состав. В конце сезона привлекался в основную команду. В декабре 2018 года продлил соглашение с гродненцами. В первой половине сезона 2019 играл в основном составе, позднее потерял место в стартовой обойме. В феврале 2020 года стало известно, что защитник завершил карьеру и будет работать в структуре «Немана».

## Достижении
- Серебряный призёр чемпионата Белоруссии: 2004
- Победитель Первой лиги Белоруссии: 2012